# جيمي ويلسون (لاعب كرة قدم بريطاني)
جيمي ويلسون (بالإنجليزية: Jimmy Wilson)‏ (1916 في المملكة المتحدة - ) هو لاعب كرة قدم بريطاني في مركز مهاجم داخلي. لعب مع ديربي كاونتي ونادي لينفيلد ولينكولن سيتي أف سي.